# Emerson Fittipaldi
Emerson Fittipaldi (São Paulo, 12 de dezembro de 1946) é um ex-automobilista e empresário brasileiro.
É um dos pilotos mais vitoriosos da história brasileira, e foi o primeiro brasileiro a se tornar campeão mundial de Fórmula 1 e em categorias de ponta no automobilismo internacional, abrindo portas para vários compatriotas. Fittipaldi foi bicampeão da Fórmula 1 em 1972 e 1974, campeão da Fórmula Indy em 1989 e bicampeão das 500 milhas de Indianápolis em 1989 e 1993. Com isso, é o único piloto na história a vencer o mundial de F1 e as 500 Milhas por duas vezes, e um dos quatro a integrar o seleto grupo de pilotos que encerraram suas carreiras sendo campeões da Formula Indy e da Formula 1.

## Primeiros anos
Emerson é filho de mãe polaca, Józefa "Juze" Wojciechowska, e pai ítalo-brasileiro, o jornalista Wilson Fittipaldi. Sua família paterna é originária do município italiano de Trecchina, na Basilicata. Em 1964, foi notado a primeira vez em Interlagos, quando brigou com o diretor da prova que o impedia de entrar na ambulância que levava seu irmão Wilson, logo após ter sofrido um acidente em sua berlineta da Equipe Willys. Nesse mesmo ano Emerson se tornou piloto e começou a competir de kart, estreando com uma vitória em Santo André (SP), no dia 12 de abril. Terminou o campeonato em nono lugar. Sagrar-se-ia campeão paulista em 1965, quando estreou no automobilismo, dirigindo um Renault 1093, numa corrida na Ilha do Fundão pelo Campeonato Carioca. Ali sofreria também o seu primeiro acidente.
Em 1966, o irmão Wilson teve uma experiência internacional na Fórmula 3, correndo na Argentina, mas apesar de prometido não conseguiu um carro para as corridas na Europa e voltou ao Brasil. Wilson resolveu construir carros de fórmula conhecidos como Fórmula Vê. Emerson dominou o campeonato de Fórmula Vê de 1967, ganhando cinco das sete provas com o carro construído pelo irmão. Também voltou a ser campeão de kart.
Os irmãos Fittipaldi construiriam ainda um Fittiporsche e Emerson ganhou a II Cem Milhas de Kart em Piracicaba, disputada em 1968. Mas a categoria brasileira estava em crise e Emerson resolveu tentar a sorte na Europa. Iriam com ele os pilotos Luiz Bueno e Ricardo Achcar (que já havia vencido naquele mesmo ano na Inglaterra com um carro alugado), mas acabaram desistindo. A última vitória de Emerson no Brasil antes de viajar foi nas 12 Horas de Porto Alegre, pilotando um Volkswagen 1600 (em segundo, pilotando um Corcel, chegaria José Carlos Pace).
Emerson teve a sua primeira corrida internacional em 7 de abril de 1969 na Holanda e três meses depois, após muitas vitórias na Fórmula Ford, estrearia na Fórmula 3 britânica. Sagrou-se campeão da categoria aos 22 anos.
Seu imenso talento foi notado por Colin Chapman, proprietário da equipe Lotus de Fórmula 1, que o contratou no ano seguinte para correr pela sua equipe.

## Fórmula 1
A corrida de estreia foi no Grande Prêmio da Grã-Bretanha, em Brands Hatch, mesmo largando nas últimas posições terminou a prova em oitavo. Três semanas depois, em Hockenheim, marcaria seus primeiros pontos, com um 4º lugar. No final daquele ano, em Monza, seu companheiro de equipe, o austríaco Jochen Rindt, pediu que Emerson amaciasse seu carro para a corrida do dia seguinte.

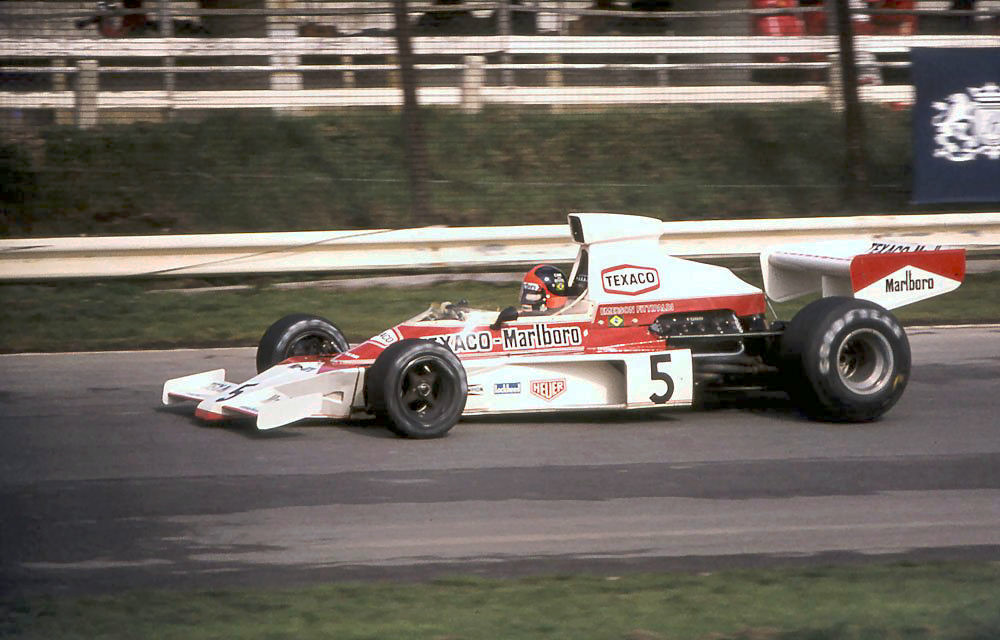
O carro do corredor Fittipaldi durante uma corrida em 1974

O brasileiro, no carro de Rindt, sofreu um acidente destruindo o carro do companheiro impossibilitando a sua utilização na corrida. Como Rindt liderava o campeonato, o chefe da equipe deixou Emerson de fora da corrida e Jochen Rindt competiu com o carro dele, mas o piloto austríaco faleceu num acidente que poderia ter matado Fittipaldi. A Lotus, de luto, retirou-se por duas corridas e voltou no penúltimo GP da temporada, em Watkins Glen. Nesse dia, Emerson venceu sua primeira corrida e, ao mesmo tempo, impediu seus adversários de alcançarem a pontuação de Rindt, que assim sagrou-se o primeiro - e, até hoje, o único - campeão póstumo da Fórmula 1 (ver Grande Prêmio dos Estados Unidos de 1970).
O ano de 1971 não viu vitórias de Emerson, embora sua atuação consistente lhe tenha garantido três pódios. Em 1972, com 5 vitórias, Fittipaldi tornou-se o campeão mundial mais jovem da história da Fórmula 1, com 25 anos, oito meses e 29 dias, recorde que manteve por mais de três décadas e que só foi quebrado em 2005, pelo piloto espanhol Fernando Alonso. Em 1973, Emerson venceu mais 3 corridas, no entanto perdeu o título para o escocês Jackie Stewart. O sucesso contribuiu fortemente para a entrada do Grande Prêmio do Brasil no calendário internacional no ano seguinte, no circuito de Interlagos. Ele mesmo venceu a corrida inaugural.
Em 1974, o piloto brasileiro trocou a Lotus pela McLaren, e, com três vitórias (uma delas no Brasil), sagrou-se bicampeão do mundo. Ainda competitivo, venceu mais duas corridas pela mesma equipe no ano seguinte.

### Copersucar Fittipaldi
Em 1975, fundou, em parceria com o irmão, a equipe Fittipaldi, equipe inteiramente brasileira e que contou em boa parte de sua vida com o patrocínio da cooperativa brasileira de açúcar e álcool Copersucar, nome pelo qual a equipe se tornou mais conhecida entre os brasileiros. O primeiro ano em sua própria equipe 1976 foi frustrante, com constantes abandonos. Em 1977, Emerson conquistou alguns resultados razoáveis, como três 4º lugares, mas foi em 1978 que ocorreu o grande momento de Emerson em sua própria equipe com o modelo F5A, ao terminar o Grande Prêmio do Brasil no circuito de Jacarepaguá em 2º lugar. A equipe teve dois 4º, 5º e um 6º lugar. Fechou o ano em 7º com 17 pontos.

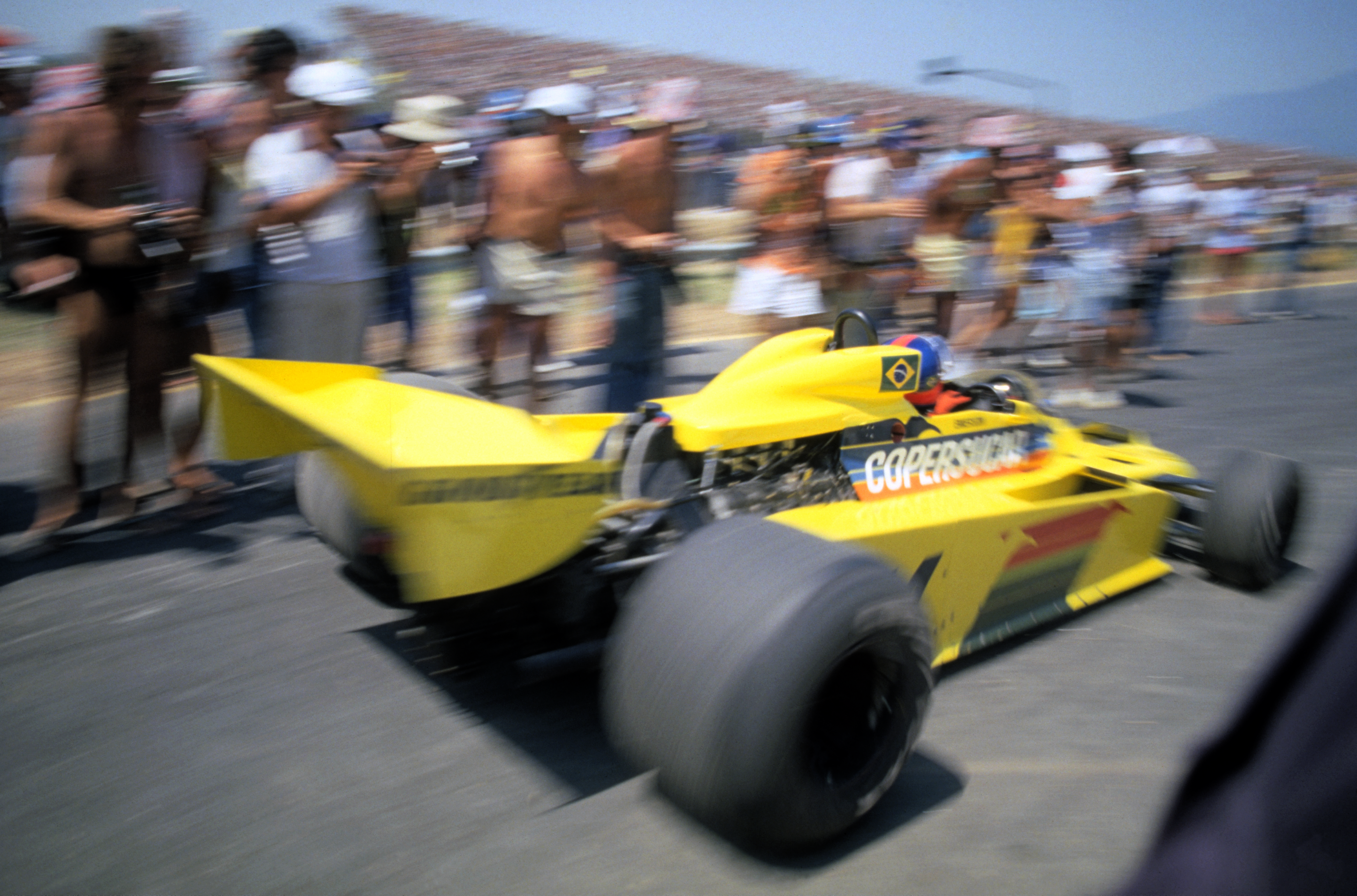
A Escuderia Emerson Fittipaldi Copersucar, Jacarepaguá, 1978

Grandes esperanças no campeonato de 1979. Na corrida de abertura, o piloto terminou o GP da Argentina em 6º lugar com o chassi do ano anterior, mas quando foi para o Fittipaldi F6, sofreu. O carro tem uma aparência estética muito bonita, mas tem um problema muito sério: o excesso de torção do chassis; o carro era difícil de controlar principalmente em curvas. Desentendimentos da equipe com o projetista culminaram com um péssimo desempenho do carro no campeonato, com nenhum ponto conquistado com ele. O carro era alvo de gozações, chamado de "açucareiro", e com isso, a Copersucar retirou o apoio à equipe.
A partir de então houve um declínio técnico na equipe, e, ao final de 1980, no mesmo circuito de Watkins Glen onde vencera sua primeira prova, Emerson Fittipaldi retirou-se da Fórmula 1 como piloto; naquele ano, ele conseguiu o último pódio com o 3º lugar em Long Beach, tendo o compatriota Nelson Piquet como vencedor, e conquistado a primeira vitória na categoria. Em 1981, Emerson Fittipaldi exerce a função de chefe de equipe e tendo como pilotos: o finlandês Keke Rosberg e o brasileiro Chico Serra. Com equipamentos de segunda linha e pouco dinheiro, e nenhum ponto para a equipe no campeonato. No campeonato de 1982, após seu piloto Chico Serra marcar um ponto no Grande Prêmio da Bélgica, sua equipe fechou as portas por questões financeiras.

### Marcas e recordes
Ao longo da carreira na Fórmula 1 foram 149 Grandes Prêmios, 14 vitórias, 6 pole positions, 6 melhores voltas, com um total de 276 pontos.
Emerson Fittipaldi é o único brasileiro e um dos poucos pilotos da história da Fórmula 1 a vencer um grande prêmio em seu ano de estreia.
Foi durante mais de 30 anos (desde 1972) o mais jovem campeão mundial de Fórmula 1 de todos os tempos até sua marca ser batida em 2005 por Fernando Alonso que, por sua vez, foi batido por Lewis Hamilton em 2008, que foi batido por Sebastian Vettel em 2010.

## Fórmula Indy

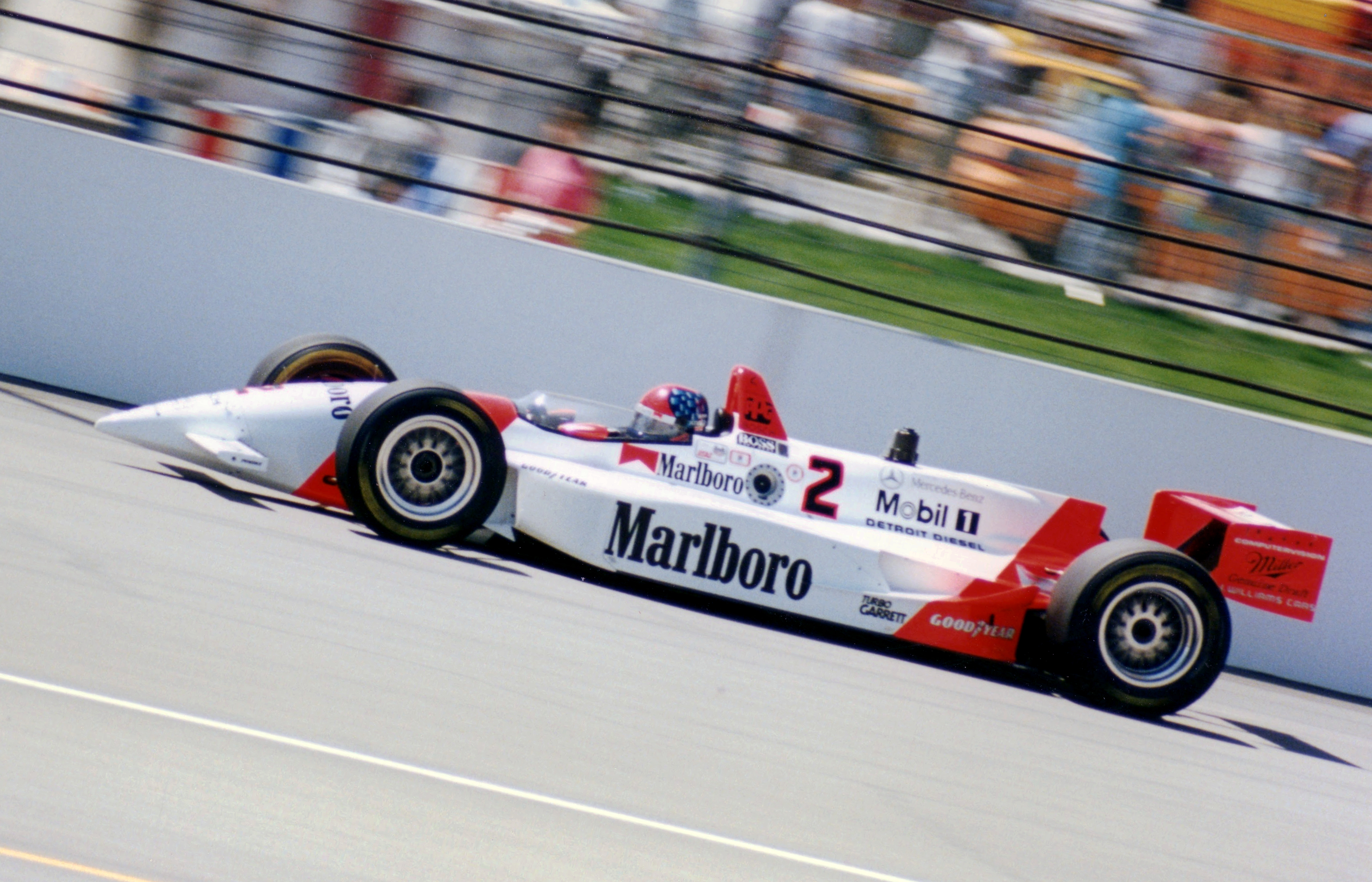
Corredor Emerson Fittipaldi em Indianápolis no ano de 1994

Emerson, quando ainda estava na Fórmula 1, chegou a realizar testes com carros da CART em circuitos ovais mas não gostou. Com o término da sua carreira na Fórmula 1 mudou de ideia e logo no primeiro ano em que realizou algumas corridas por essa categoria estadunidense (1984), ganhou o oval do GP de Michigan, um dos mais difíceis da categoria.
Aos 38 anos, Emerson reafirmava seu talento e assinou com a Patrick Racing para disputar regularmente o campeonato da CART de Fórmula Indy. Em 5 anos ele obteve 6 vitórias. Em 1989, após 5 vitórias, se tornou o primeiro brasileiro campeão da categoria. Sua mais expressiva e histórica vitória foi a mítica 500 milhas de Indianapolis, quando liderou 158 das 200 voltas. No final, um duelo de arrepiar com Al Unser Jr. A 5 voltas do final Little Unser ultrapassou facilmente Fittipaldi e faltando apenas duas voltas Fittipaldi se aproximou de Unser Jr devido a um grupo de retardatários que o haviam segurado. Na curva 3 do circuito de Indianápolis o brasileiro colocou seu carro por dentro e os carros se tocaram a mais de 350 km/h, Unser Jr rodou e bateu seu carro no muro, Fittipaldi conseguiu corrigir o carro e venceu a prova sob bandeira amarela. Mesmo com o acidente Al Unser Jr. terminou em segundo lugar, pois o piloto brasileiro Raul Boesel - que chegou em terceiro - era retardatário e estava seis voltas atrás. Após a corrida foi constatado que em sua última parada para reabastecimento, ninguém na equipe Patrick se lembrou de que havia poucas voltas para o fim e colocaram muito mais combustível do que o necessário para o final da corrida; desta maneira com o carro mais pesado Fittipaldi não conseguiu segurar a ultrapassagem de Unser Jr a poucas voltas do fim.
Roger Penske levou Emerson para seu time, a Penske, em 1990.  Emerson continuou entre os melhores da categoria e em 1993 ganhou a sua segunda 500 Milhas de Indianapolis superando o campeão da Fórmula 1 de 1992, Nigel Mansell. Emerson comemorou tomando suco de laranja em lugar do tradicional copo de leite, como forma de promover o produto de suas fazendas. Emerson encerrou sua participação na categoria em 1996, depois de um grave acidente no Michigan International Speedway.
Em sua carreira na Fórmula Indy, obteve 22 vitórias e 17 pole positions.

## Vida pessoal
Emerson possui sete filhos, fruto de três casamentos. Atualmente casado com Rossana, 30 anos mais nova. Tornou-se evangélico após sofrer um acidente na Fórmula Indy em 1996 que quase o deixou tetraplégico. Hoje frequenta uma Igreja Batista em São Paulo.
Em setembro de 1997, Emerson e seu filho Luca, então com seis anos, sofreram um acidente enquanto decolavam numa ultraleve. A aeronave sofreu uma pane e caiu em um alagadiço, perto da Fazenda Citrus de sua propriedade. Emerson fraturou a perna esquerda e cortou a testa, enquanto Luca sofreu apenas ferimentos leves.

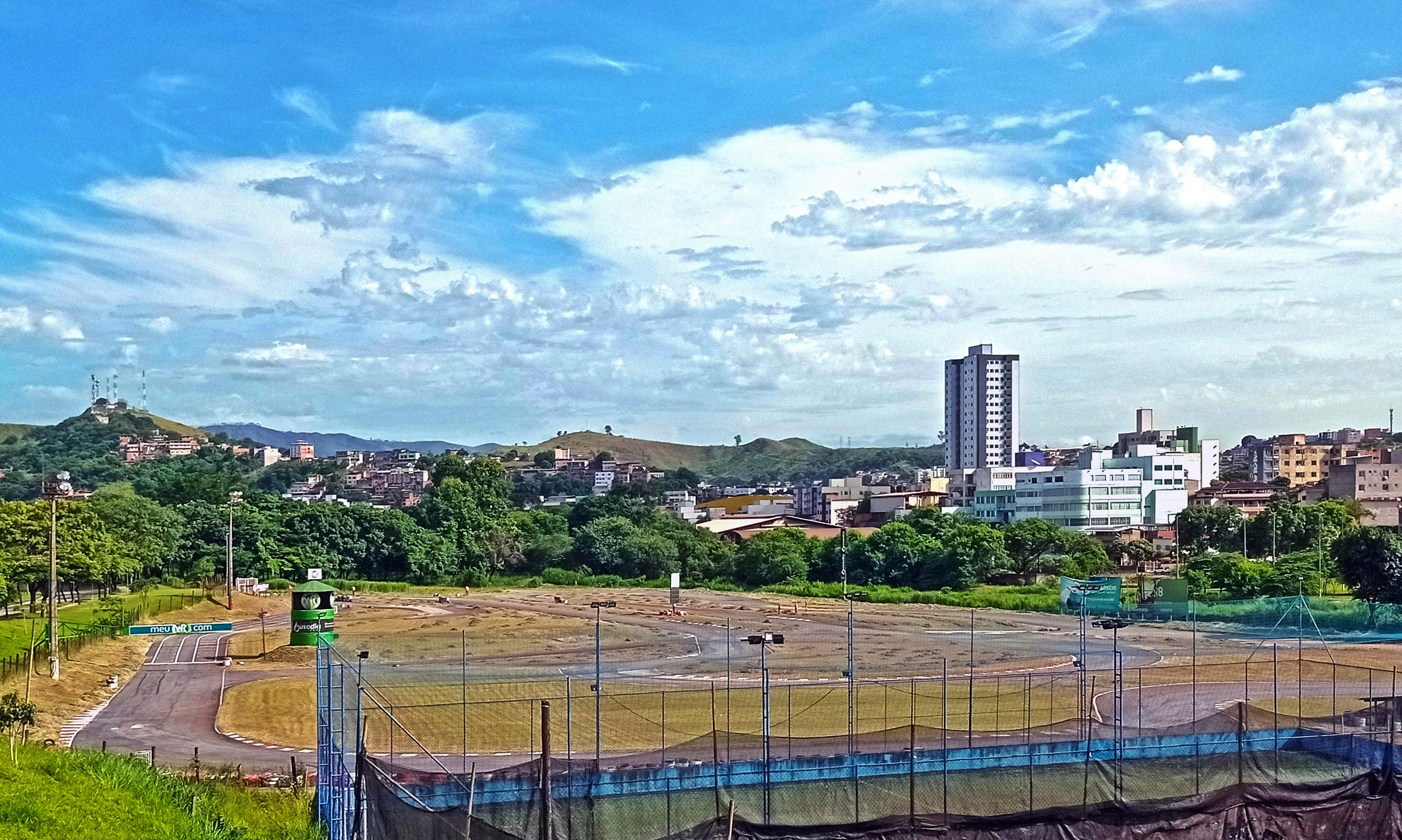
Vista do Kartódromo Emerson Fittipaldi, em Ipatinga, Minas Gerais, cujo nome é uma homenagem ao piloto.

Escreveu sua autobiografia, intitulada "Emerson Fittipaldi: uma Vida em Alta Velocidade", pela Editora Objetiva. O livro consta depoimentos que Fittipaldi fez ao jornalista Peter Golenbock.
Emerson é chamado de “Rato” pelos amigos brasileiros e de “Emmo” pelos estadunidenses.
George Harrison e Emerson Fittipaldi eram grandes amigos.
Em 2016, ficou pública a situação financeira precária do ex-corredor, com dívidas que somariam 27 milhões de reais, por dívidas que teriam origens ainda na década de 1970, quanto ao projeto do carro Copersucar; em 2014, a justiça determinou o bloqueio de 390 mil reais em 26 contas bancárias do campeão, mas nestas só R$ 256,13 reais foram encontrados.
Uma emissora de televisão do Brasil filmou a ação da justiça que apreendeu o carro Penske que fora pilotado na vitória das 500 milhas de Indianápolis, que junto ao Copersucar-Fittipaldi, ficaram sob penhora e guardados no autódromo de Interlagos até posterior leilão; as fazendas de plantio de laranja do piloto em Araraquara deixaram de ser penhoradas por se encontrarem em estado de total abandono, havendo a possibilidade de repatriação de bens localizados no exterior; sobre a situação a empresa "EF Marketing" emitiu nota culpando a crise financeira do Brasil como a responsável pelas dificuldades que, segundo a nota, serão superadas.

## Resultados na Fórmula 1
(Legenda: corrida em negrito indica pole position, corrida em itálico indica volta mais rápida)
| Temporada | Equipe                 | Chassi          | Motor             | 1       | 2       | 3       | 4       | 5       | 6       | 7       | 8       | 9       | 10      | 11      | 12      | 13      | 14      | 15     | 16      | 17  | Classificação | Pontos |
| --------- | ---------------------- | --------------- | ----------------- | ------- | ------- | ------- | ------- | ------- | ------- | ------- | ------- | ------- | ------- | ------- | ------- | ------- | ------- | ------ | ------- | --- | ------------- | ------ |
| 1970      | Gold Leaf Team Lotus   | Lotus 49C       | Ford V8           | AFS     | ESP     | MON     | BEL     | NED     | FRA     | GBR 8   | GER 4   | AUT 15  |         |         |         |         |         |        |         |     | 10º           | 12     |
| 1970      | Gold Leaf Team Lotus   | Lotus 72C       | Ford V8           |         |         |         |         |         |         |         |         |         | ITA DNS | CAN     | USA 1   | MEX Ret |         |        |         |     | 10º           | 12     |
| 1971      | Gold Leaf Team Lotus   | Lotus 72C       | Ford V8           | AFS Ret | ESP Ret |         |         |         |         |         |         |         |         |         |         |         |         |        |         |     | 6º            | 16     |
| 1971      | Gold Leaf Team Lotus   | Lotus 72D       | Ford V8           |         |         | MON 5   | NED     | FRA 3   | GBR 3   | GER Ret | AUT 2   |         | CAN 7   | EUA NC  |         |         |         |        |         |     | 6º            | 16     |
| 1971      | World Wide Racing      | Lotus 56B       | P&W turbina a gás |         |         |         |         |         |         |         |         | ITA 8   |         |         |         |         |         |        |         |     | 6º            | 16     |
| 1972      | John Player Team Lotus | Lotus 72D       | Ford V8           | ARG Ret | AFS 2   | ESP 1   | MON 3   | BEL 1   | FRA 2   | GBR 1   | GER Ret | AUT 1   |         | CAN 11  | USA Ret |         |         |        |         |     | 1º            | 61     |
| 1972      | World Wide Racing      | Lotus 72D       | Ford V8           |         |         |         |         |         |         |         |         |         | ITA 1   |         |         |         |         |        |         |     | 1º            | 61     |
| 1973      | John Player Team Lotus | Lotus 72D       | Ford V8           | ARG 1   | BRA 1   | AFS 3   |         |         |         |         |         |         |         |         |         |         |         |        |         |     | 2º            | 55     |
| 1973      | John Player Team Lotus | Lotus 72E       | Ford V8           |         |         |         | ESP 1   | BEL 3   | MON 2   | SUÉ 12  | FRA Ret | GBR Ret | NED Ret | ALE 6   | AUT Ret | ITA 2   | CAN 2   | EUA 6  |         |     | 2º            | 55     |
| 1974      | Marlboro Team Texaco   | McLaren M23     | Ford V8           | ARG 10  | BRA 1   | AFS 7   | ESP 3   | BEL 1   | MON 5   | SUÉ 4   | NED 3   | FRA Ret | GBR 2   | ALE Ret | AUT Ret | ITA 2   | CAN 1   | EUA 4  |         |     | 1º            | 55     |
| 1975      | Marlboro Team McLaren  | McLaren M23     | Ford V8           | ARG 1   | BRA 2   | AFS NC  | ESP DNS | MON 2   | BEL 7   | SUÉ 8   | NED Ret | FRA 4   | GBR 1   | ALE Ret | AUT 9   | ITA 2   | USA 2   |        |         |     | 2º            | 45     |
| 1976      | Copersucar-Fittipaldi  | Fittipaldi FD04 | Ford V8           | BRA 13  | RSA 17  | OEU 6   | ESP Ret | BEL DNQ | MON 6   | SUÉ Ret | FRA Ret | GBR 6   | GER 13  | AUT Ret | NED Ret | ITA 15  | CAN Ret | EUA 9  | JAP Ret |     | 17º           | 3      |
| 1977      | Copersucar-Fittipaldi  | Fittipaldi FD04 | Ford V8           | ARG 4   | BRA 4   | AFS 10  | EUA 5   | ESP 14  | MON Ret |         | SUÉ 18  |         |         |         |         |         |         |        |         |     | 12º           | 11     |
| 1977      | Copersucar-Fittipaldi  | Fittipaldi F5   | Ford V8           |         |         |         |         |         |         | BEL Ret |         | FRA 11  | GBR Ret | ALE DNQ | AUT 11  | NED 4   | ITA DNQ | EUA 13 | CAN Ret | JAP | 12º           | 11     |
| 1978      | Escuderia Fittipaldi   | Fittipaldi F5A  | Ford V8           | ARG 9   | BRA 2   | RSA Ret | OEU 8   | MON 9   | BEL Ret | ESP Ret | SUÉ 6   | FRA Ret | GBR Ret | ALE 4   | AUT 4   | NED 5   | ITA 8   | EUA 5  | CAN Ret |     | 10º           | 17     |
| 1979      | Escuderia Fittipaldi   | Fittipaldi F5A  | Ford V8           | ARG 6   | BRA 11  |         | OEU Ret | ESP 11  | BEL 9   | MON Ret | FRA Ret | GBR Ret |         |         |         |         |         |        |         |     | 21º           | 1      |
| 1979      | Escuderia Fittipaldi   | Fittipaldi F6   | Ford V8           |         |         | AFS 13  |         |         |         |         |         |         |         |         |         |         |         |        |         |     | 21º           | 1      |
| 1979      | Escuderia Fittipaldi   | Fittipaldi F6A  | Ford V8           |         |         |         |         |         |         |         |         |         | ALE Ret | AUT Ret | NED Ret | ITA 8   | CAN 8   | EUA 7  |         |     | 21º           | 1      |
| 1980      | Skol Fittipaldi Team   | Fittipaldi F7   | Ford V8           | ARG NC  | BRA 15  | AFS 8   | OEU 3   | BEL Ret | MON 6   | FRA Ret |         |         |         |         |         |         |         |        |         |     | 15º           | 5      |
| 1980      | Skol Fittipaldi Team   | Fittipaldi F8   | Ford V8           |         |         |         |         |         |         |         | GBR 12  | ALE Ret | AUT 11  | NED Ret | ITA Ret | CAN Ret | EUA Ret |        |         |     | 15º           | 5      |

- Verificar o Sistema de pontuação da Fórmula 1, que mudou em diversas eras.

#### Vitórias de Emerson  Fittipaldi na Fórmula 1
- GP dos Estados Unidos de 1970 (Watkins Glen)
- GP da Espanha de 1972 (Jarama)
- GP da Bélgica de 1972 (Nivelles-Baulers)
- GP da Grã-Bretanha de 1972 (Brands Hatch)
- GP da Áustria de 1972 (Spielberg)
- GP da Itália de 1972 (Monza)
- GP da Argentina de 1973 (Buenos Aires)
- GP do Brasil de 1973 (Interlagos)
- GP da Espanha de 1973 (Barcelona)
- GP do Brasil de 1974 (Interlagos)
- GP da Bélgica de 1974 (Nivelles-Baulers)
- GP do Canadá de 1974 (Bowmanville)
- GP da Argentina de 1975 (Buenos Aires)
- GP da Grã-Bretanha de 1975 (Silverstone)

## Equipes na Fórmula Indy / CART
| Ano  | Equipe                | Carro/Chassis     | Motor         | Pneus | GP's | Vitórias | Poles | Voltas Mais Rápidas | Pontos | Classificação |
| ---- | --------------------- | ----------------- | ------------- | ----- | ---- | -------- | ----- | ------------------- | ------ | ------------- |
| 1996 | Mobil Hogan-Penske    | Penske            | Mercedes      | G     | 12   | 0        | 0     | 1                   | 29     | 18° lugar     |
| 1995 | Marlboro Team Penske  | Penske            | Mercedes      | G     | 16   | 1        | 0     | 2                   | 67     | 11° lugar     |
| 1994 | Marlboro Team Penske  | Penske            | Mercedes      | G     | 16   | 1        | 2     | 4                   | 178    | Vice-Campeão  |
| 1993 | Marlboro Team Penske  | Penske            | Chevrolet     | G     | 16   | 3        | 2     | 3                   | 183    | Vice-Campeão  |
| 1992 | Marlboro Team Penske  | Penske            | Chevrolet     | G     | 16   | 4        | 2     | 3                   | 151    | 4° lugar      |
| 1991 | Marlboro Team Penske  | Penske            | Chevrolet     | G     | 17   | 1        | 2     | 0                   | 140    | 5° lugar      |
| 1990 | Marlboro Team Penske  | Penske            | Chevrolet     | G     | 16   | 1        | 2     | 1                   | 144    | 5° lugar      |
| 1989 | Marlboro Team Patrick | Penske PC19       | Chevrolet     | G     | 15   | 5        | 4     | 1                   | 196    | Campeão       |
| 1988 | Marlboro Team Patrick | March 88C/Lola 87 | Chevrolet     | G     | 15   | 2        | 1     | 0                   | 105    | 7° lugar      |
| 1987 | Marlboro Team Patrick | March 87C         | Chevrolet     | G     | 15   | 2        | 0     | 0                   | 78     | 10° lugar     |
| 1986 | Marlboro Team Patrick | March 86C         | Ford Cosworth | G     | 17   | 1        | 2     | 0                   | 103    | 7° lugar      |
| 1985 | 7-Eleven Team Patrick | March 85C         | Ford Cosworth | G     | 15   | 1        | 0     | 0                   | 104    | 6° lugar      |
| 1984 | WIT                   | March 84C         | Ford Cosworth | G     | 9    | 0        | 0     | 0                   | 30     | 15° lugar     |

### Resultados do piloto na CART/Fórmula Indy nas500 Milhas de Indianápolis
| Ano  | Chassi | Motor          | Classificação      | Resultado          | Equipe  |
| ---- | ------ | -------------- | ------------------ | ------------------ | ------- |
| 1984 | March  | Cosworth       | 23º                | 32º                | WIT     |
| 1985 | March  | Cosworth       | 5º                 | 13º                | Patrick |
| 1986 | March  | Cosworth       | 11º                | 7º                 | Patrick |
| 1987 | March  | Chevrolet      | 33º                | 16º                | Patrick |
| 1988 | March  | Chevrolet      | 8º                 | 2º                 | Patrick |
| 1989 | Penske | Chevrolet      | 3º                 | 1º                 | Patrick |
| 1990 | Penske | Chevrolet      | 1º                 | 3º                 | Penske  |
| 1991 | Penske | Chevrolet      | 15º                | 11º                | Penske  |
| 1992 | Penske | Chevrolet      | 11º                | 24º                | Penske  |
| 1993 | Penske | Chevrolet      | 9º                 | 1º                 | Penske  |
| 1994 | Penske | Ilmor-Mercedes | 3º                 | 17º                | Penske  |
| 1995 | Lola   | Ilmor-Mercedes | Não se classificou | Não se classificou | Penske  |